# Agencja Unii Europejskiej ds. Współpracy Organów Ścigania
Agencja Unii Europejskiej ds. Współpracy Organów Ścigania, czyli Europol (ang. European Union Agency for Law Enforcement Cooperation, dawniej Europejskie Biuro Policji) – policyjna agencja Unii Europejskiej z siedzibą w Hadze.
Pierwsza wzmianka o utworzeniu Europolu pojawiła się w Traktacie z Maastricht, zawartym w 1992 roku. Agencja rozpoczęła ograniczone działania 3 stycznia 1994 r., jako Europol Drugs Unit (EDU). W 1998 roku państwa członkowskie ratyfikowały Konwencję o Europolu, która weszła w życie jeszcze w październiku tego samego roku. Europejska agencja policyjna swoją pracę rozpoczęła 1 lipca 1999 roku.
Europol zatrudnia około 800 osób, w tym około 100 analityków oraz 145 oficerów łącznikowych. Wielkość agencji wynika z faktu, że jest w stałym kontakcie z setkami organizacji zajmujących się egzekwowaniem prawa, z których każda ma swoją komórkę wspierającą działania Europolu. Obecnie agencja współpracuje ze wszystkimi 27 państwami członkowskimi.
Europol posiada osobowość prawną.
1 września 2004 w skład Europolu zostało przyjętych 7 „nowych” krajów członkowskich Unii Europejskiej: Cypr, Czechy, Litwa, Łotwa, Słowacja, Słowenia i Węgry.
1 listopada 2004 pełne członkostwo uzyskała Polska, zaś 1 lipca 2005 – Estonia.

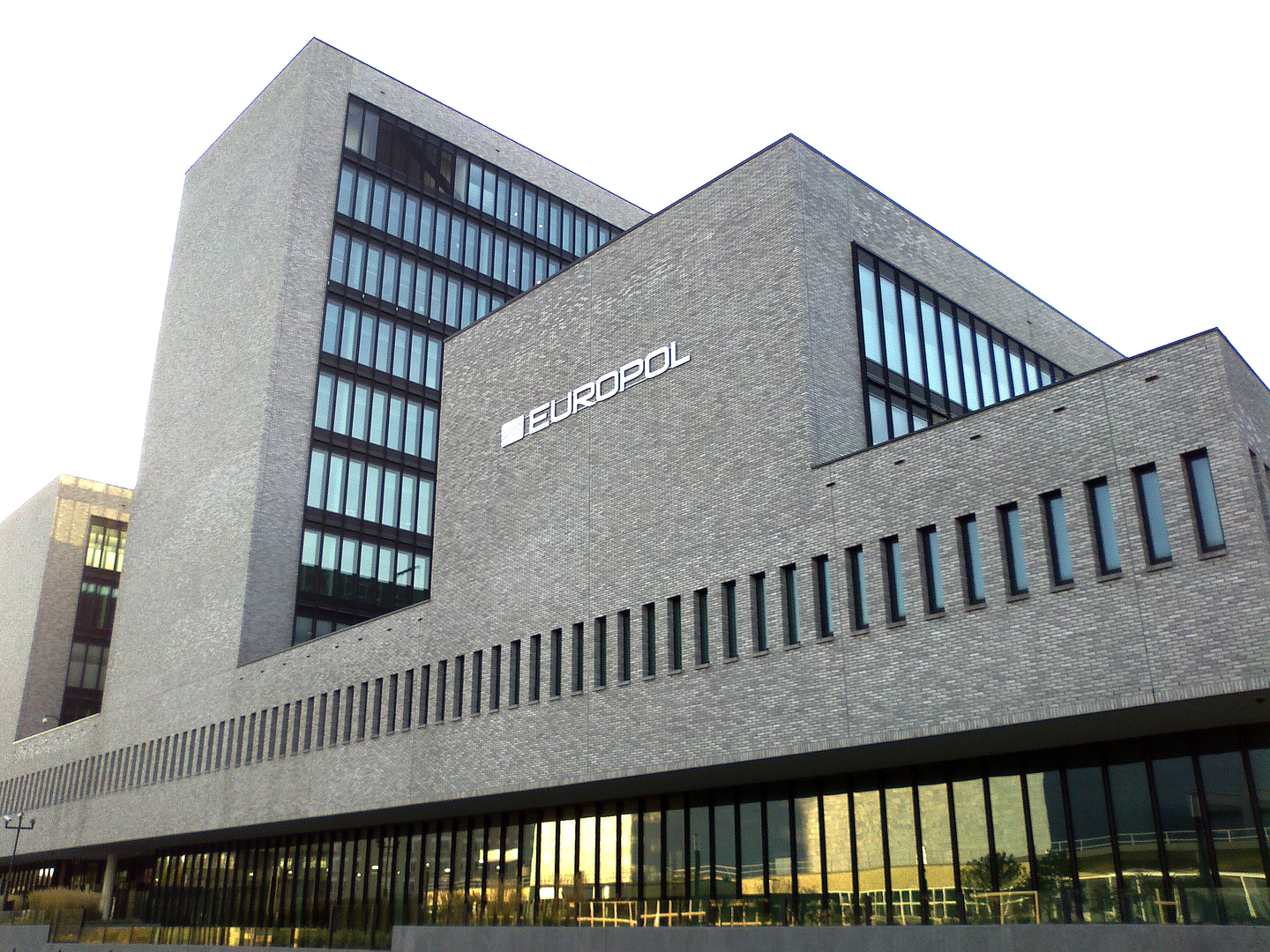
Haga – siedziba Europolu

## Funkcje
Celem Europolu jest poprawienie efektywności działania i współpracy między kompetentnymi władzami krajów członkowskich w zakresie zapobiegania i zwalczania zorganizowanej przestępczości o międzynarodowym charakterze. Misją agencji jest wniesienie wkładu w sferze egzekwowania prawa w Unii Europejskiej odnośnie do tej formy przestępczości.
Europol nie dysponuje żadnymi siłami wykonawczymi. Jest to jedynie służba wspomagająca odpowiednie agendy w państwach członkowskich UE. Oznacza to, że funkcjonariusze Europolu nie są uprawnieni do prowadzenia śledztw w krajach członkowskich czy dokonywania aresztowań. Europol wspiera policje krajów członkowskich za pomocą wymiany informacji, prac analitycznych i szkoleń.
Europol jest organizacją wielodyscyplinarną, obejmującą nie tylko regularnych funkcjonariuszy policji, ale i członków agend krajów członkowskich zajmujących się egzekwowaniem prawa, jak urzędnicy celni i imigracyjni, policja finansowa itd. Europol pomaga też w przezwyciężaniu barier językowych w międzynarodowej współpracy policyjnej. Każdy funkcjonariusz z agend zajmujących się egzekwowaniem prawa w krajach członkowskich może zgłosić pytania w języku ojczystym do swojej narodowej jednostki Europolu i otrzymać odpowiedź w tym samym języku.
Możliwe są trzy poziomy współpracy: pierwszy to współpraca techniczna i szkolenia; kolejny to współpraca strategiczna polegająca na wymianie informacji i doświadczeń w zwalczaniu przestępczości zorganizowanej; najwyższy szczebel to współpraca w zakresie wymiany danych osobowych i spełnianie wymagań Europolu co do ochrony i bezpieczeństwa danych.

## Władze
Dyrektor Europolu jest wyznaczany jednogłośnie decyzją Rady Unii Europejskiej. W 1999 został nim przedstawiciel Niemiec Jürgen Storbeck, zaś jego zastępcami Mariano Simancas (Hiszpania), Jens Hojberg (Dania) i Kevin O'Connell (Wielka Brytania). Kadencja dyrektora wygasła z końcem roku 2004. Kolejnym dyrektorem Europolu 16 kwietnia 2005 roku został Niemiec Max - Peter Ratzel. Od kwietnia 2009 roku dyrektorem jest Rob Wainwright z Wielkiej Brytanii, natomiast zastępcami Mariano Simancas (Hiszpania), Michel Quille (Francja) i Eugenio Orlandi (Włochy). W 2018 roku stanowisko to objęła Catherine De Bolle.